# Campionati europei di salto ostacoli 2021
I Campionati europei di salto ostacoli 2021 si sono svolti nel quartiere di Riesenbeck a Hörstel, in Germania, dal 31 agosto al 5 settembre 2021. 

## Podi
| Evento           | Oro          | Argento      | Bronzo           |
| Gara individuale | André Thieme | Martin Fuchs | Peder Fredricson |
| Gara a squadre   | Svizzera     | Germania     | Belgio           |

## Medagliere
| Posiz. | Nazione  | Oro | Argento | Bronzo | Totale |
| ------ | -------- | --- | ------- | ------ | ------ |
| 1      | Germania | 1   | 1       | 0      | 2      |
| 1      | Svizzera | 1   | 1       | 0      | 2      |
| 3      | Belgio   | 0   | 0       | 1      | 1      |
| 3      | Svezia   | 0   | 0       | 1      | 1      |
| Totale | Totale   | 2   | 2       | 2      | 6      |